# Sapikerep
Sapikerep is een bestuurslaag in het regentschap Probolinggo van de provincie Oost-Java, Indonesië. Sapikerep telt 2722 inwoners (volkstelling 2010).